# Herr Myombekere och fru Bugonoka och Ntulanalwo och Bulihwali
Herr Myombekere och fru Bugonoka och Ntulanalwo och Bulihwali (originaltitel: Bwana Myombekere na Bibi Bugonoka, Ntulanalwo na Bulihwali) är en roman av den tanzaniske författaren Aniceti Kitereza. Romanen är en kärlekshistoria som skildrar kerewefolkets historia genom tre generationer. Den gavs första gången ut på swahili 1981, men färdigställdes ursprungligen redan 1945 på Kiterezas modersmål kerewe. Eftersom ingen förläggare ville ge ut en roman på det utrotningshotade språket översatte Kitereza själv romanen till swahili strax före sin död och fick den utgiven. Sedan dess har den översatts till engelska, tyska, franska och svenska. Romanen är den enda som har författats på kerewe och det mest omfattande verk som har nypublicerats på ett afrikanskt språk.
Den tyska översättningen är gjord i två delar som båda har fått postuma titlar och en notapparat som förklarar den kulturella och språkliga bakgrunden. Det är i sin tur denna översättning som den svenska översättningen av Jan Erik Bornlid är baserad på. Den första delen heter på svenska Regnmakarens barn. Den andra delen har inte givits ut på svenska. En engelsk översättning från 2002 gjordes direkt från kerewe till engelska, och är således den enda översättning som inte har gått via swahili.

## Bakgrund

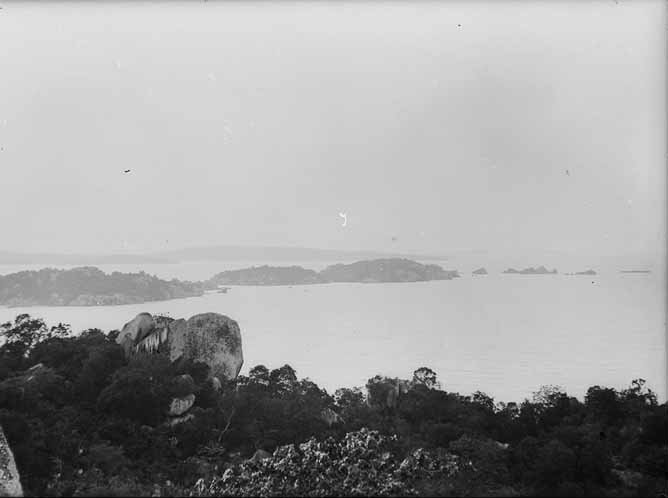
En bild från Tyska kolonialsällskapet från 1907 som visar utsikten mot Victoriasjöns sydöstra öar. Ukerewe är sjöns största ö.

Aniceti Kitereza föddes 1896 i centrala Tanganyika. När hans far dog 1901 flyttade familjen till östra sidan av Victoriasjön, där de togs emot av kerewefolkets kung Mukaka. Tyskland började kolonisera området 1885 (som del av Tyska östafrika), och då Mukaka insåg att européerna skulle komma att ta över allt mer sände han hushållets söner, inklusive Kitereza, till de katolska missionärerna för utbildning. På så vis kom Kitereza att lära sig engelska, franska, tyska, grekiska och latin, och han studerade både teologi och filosofi.
Kiterezas roman utspelar sig i kungadömet Ukerewe. Kungadömet bildades under 1600-talets början av klanen Basilanga-Bahinda, och enligt den muntliga traditionen grundades det av Katobaha I av Ukerewe. Kungadömet bestod av ön Ukerewe (494 km²), en del av fastlandet samt ungefär 25 närliggande småöar med en total area på ungefär 50 km². Den första folkräkningen i området genomfördes av tyska kolonisatörer 1907, och då hade kungadömet 45 000 invånare. Av dessa bodde 30 000 på ön Ukerewe. När boken skrevs hade folkmängden tredubblats och kerewefolket utgjorde då bara en knapp tredjedel av befolkningen, medan wajitafolket hade ökat till uppemot 40 % av befolkningen.

## Tillkomst
Under andra världskriget bestämde sig Kitereza för att skriva en släktkrönika om sitt folk och dess leverne innan koloniseringen. Kerewespråket är utrotningshotat, och Kitereza såg författandet av romanen som ett sätt att bevara en tid som höll på att gå förlorad i takt med den tilltagande koloniseringen. Romanen utspelar sig innan Kitereza föddes, och genom att skriva romanen ville han fånga bilden av ett folk vars traditioner var väsensskilda från såväl västvärlden som det samtida Tanzania. Under Kiterezas egen livstid ändrades folkets seder och traditioner mycket, och han började skriva ned saker han fann minnesvärda om sitt folk. Han lade till detaljer från före sin livstid genom att göra intervjuer med och efterforskningar bland folkets åldermän- och kvinnor såväl som lokalhistoriker (abanzuzi). Därigenom lyckades han få till mycket material, som publicerades i kerewespråkiga manuskript: Kikerewe Stories, Kikerewe Proverbs and Sayings, The History of Ukerewe och Ethics and Correct Behavior Among the Wakerewe. Dessa efterforskningar kom att ligga till grund för själva romanförfattandet, som han fann vara det bästa sättet att föra vidare sitt folks historia på. Till dags dato är romanen den enda som har skrivits på kerewe.
| ”           | Av rädsla för att våra förfäders liv och de principer som vägledde dem en dag skulle blekna bort för att försvinna helt och hållet kände jag ett behov av att skriva ner dem, för att inte framtida generationers ättlingars rättmätiga arv av kultur och traditioner skulle gå dem förlorat. Insikten om en sådan förlust fyllde mig med stort medlidande med de kommande generationerna, och det var därför som jag sökte efter det bästa sättet att berätta för dem hur våra förfäder levde… Därför bestämde jag mig för att berätta den här berättelsen. | „ |
| – Kitereza. | |   |

Kitereza började skriva på romanen 1940 och färdigställde den på kerewe 1945, men då var Tanganyika fortfarande koloniserat och det fanns inget förlag som ville ge ut Kiterezas tusensidiga roman om ett minoritetsfolks historia på ett utrotningshotat språk. Några missionärer insåg det paternalistiska värdet i romanen och kanadensaren Almas Simard försökte 1952 översätta den till franska, men dog innan den publicerats. Översättningen har kritiserats för sin syn på mörkhyade samt för att utelämna stora delar och föll därför inte i god jord. Efter Tanganyikas självständighet 1961 var utsikterna för en utgivning fortfarande ganska dåliga, främst eftersom det var ett fattigt land med begränsade resurser för bokutgivning, och där förlagskulturen dessutom lyste med sin frånvaro. Dessutom skilde sig romanen markant från den våg av antikolonial litteratur som Afrika upplevde under tiden, med namn som Peter Abrahams, Chinua Achebe, Birago Diop och José Craveirinha, författare som skrev sina verk på europeiska språk och bekämpade den vita övermakten. Den passade inte in i den nya afrikanska tidens antikoloniala, antieuropeiska litteratur. Kiterezas verk nämner knappt ens européerna.

## Publicering och internationell spridning
Under slutet av år 1968 övertalade den tyska afrikanisten Gerald Hartwig Kitereza att översätta romanen till Tanzanias officiella språk swahili för att öka chanserna att få den utgiven. Kitereza var ytterst motvillig, dels eftersom han ansåg att en översättning skulle förta många kvalitéer som inte skulle gå att överföra från kerewe till swahili, dels på grund av långtgående reumatism. Till slut blev han dock övertalad. Arbetet med översättningen var klart 1969, men få förlag var intresserade för att publicera ett så pass långt verk. Det dröjde till 1981 innan Tanzania Publishing House verkställande direktör Walter Bgoya beslutade sig för att ge ut romanen på swahili. Kitereza dog 1981 några veckor innan den slutligen hade givits ut.
Efter att den översatts till swahili påbörjade J. G. Möhlig sin översättning av romanen till tyska, som blev det första språk vid sidan av swahili som romanen publicerades på. Den gavs ut i två delar 1991, där bägge har fått postuma titlar påhittade av det tyska förlaget: Die Kinder der Regenmacher (Regnmakarens barn, som även den svenska första delen har blivit kallad) och Der Schlangentöter (Ormdödaren, ej utgiven på svenska). Översättaren Möhlig erkänner själv att översättningen inte lyckats fånga verkets estetik, eftersom han egentligen primärt var tolk och därför aldrig tvingats fundera över estetiska värden. Detta till trots är översättningen det som fick romanen uppmärksammad i Europa. 2002 översatte Gabriel Ruhumbika, Kiterezas brorson, romanen från det ursprungliga språket kerewe till engelska, vilket således blev den första direktöversättningen till något annat språk än swahili. Det kerewespråkiga originalmanuskriptet har dock aldrig givits ut.
Till Ruhumbikas hjälp fanns Kiterezas dagböcker med tydliga anteckningar om verkets tillkomst. Dessutom reste han och gjorde egna efterforskningar på Ukerewe och i Tanzania, med finansiering av American National Endowment for the Humanities och på uppdrag av University of Georgia. 2008 översattes en första del av boken till svenska av Jan Erik Bornlid. Även de franska översättningarna har gjorts i två omgångar, 1996 som Enfants du faiseur de pluie och 1999 som Le Tueur de serpents.
Ansatser till översättningar har gjorts till flera språk utöver tyska, svenska, franska och engelska, däribland portugisiska. Resultaten har dock varit blandade, och boken har visat sig vara svåröversatt. Både Möhlig och Ruhumbika pekade på bantuspråkens unika syntax och svårigheterna i att överföra dem till tyska och engelska. De menar dessutom att mycket av den kulturella bakgrunden som Kitereza förutsatte att den kikerewespråkiga läsaren skulle förstå inte är överförbar till den engelsk- eller tyskspråkige läsaren, och att en hel del av förståelsen för romanen går miste vid översättning. Ruhumbika löste problemet genom att lägga till delar för att öka förståelsen – enligt honom själv ibland på bekostnad av den konstnärliga kvaliteten – samt med ett ingående notregister med förklaringar. Den svenska översättningen utgår från översättningen av en översättning, och således är det svårt att veta hur nära originalet den svenska texten ligger. Stefan Helgesson menar att stickprovsjämförelser mellan de tyska och engelska översättningarna – som båda är gjorda direkt från kerewe – visar att skillnaderna inte är alltför stora, och att huvuddelen fortfarande är densamma. Den engelska översättningen anses dock vara relativt unik i det att den är översatt direkt från kerewe och försedd med utförliga översättningsnoter och ett längre förord.

## Handling
| ”                                         | Jag försökte finna ett sätt att kommunicera mitt folks vackra seder och vanor till läsaren, ett forntida folk som klätt sig i ko- och gethudar men som hade hälsan i behåll och vackra kroppar, ett folk som åt obitwa från den näringsrika obulele-hirsen. Jag bestämde mig för att utforska vad det i grund och botten egentligen innebär att vara människa, från födseln till ålderdomen och döden… För att åstadkomma detta funderade jag över mitt folks och lands verklighet, och det framstod tydligt att den sak som varje person, både man och kvinna, beklagar sig allra mest över, är barnlöshet. Jag bestämde mig därför för att jag bäst skulle kunna skriva en bok genom att berätta om ett gift par vars äktenskap börjar med en lång period av barnlöshet. Äktenskapet skulle vara monogamt, så att jag på bästa sätt kunde visa den prövning mannen tvingades utstå på grund av sin enda ofruktbara fru. | „ |
| – Kitereza. Citerat ur Ruhumbikas förord. | |   |

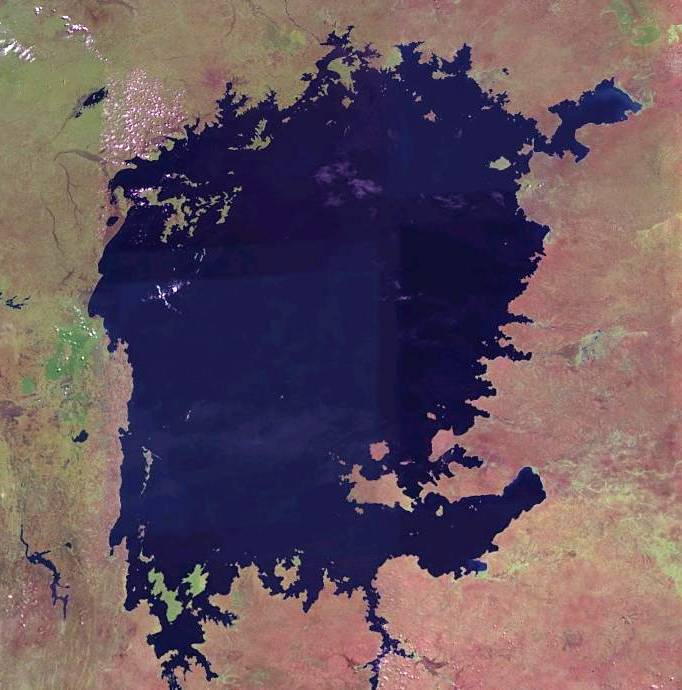
Ukerewe ligger i den sydöstra delen av Victoriasjön.

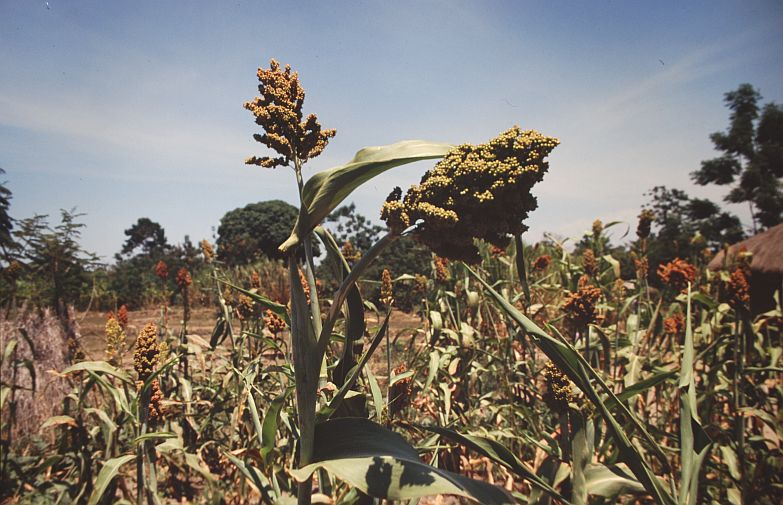
Durra (bilden) är en av grödorna på ön Ukerewe, den obulele-hirs som nämns i boken en annan.

Romanen utspelar sig på ön Ukerewe i förkolonial tid. Den huvudsakliga handlingen i romanen, som sträcker sig över tre generationer och över tusen sidor på originalspråk – och därmed är det mest omfångsrika verk som någonsin nypublicerats på ett afrikanskt språk – rör Myombekere och Bugonoka. Bugonoka lyckas inte föda barn, och blir därför föraktad av Myombekeres släkt eftersom barnafödande är centralt i både kerewefolkets och den afrikanska kulturen. Bugonokas föräldrar separerar därför paret, varpå Myombekere bönar och ber om att få tillbaka sin fru. För att försonas med sina svärföräldrar måste han brygga sju krus med bananöl och ge till sina svärföräldrar, och efter mycket möda lyckas han därefter att få tillbaka sin fru. Efter att ha kontaktat en botgörare och fått omfattande traditionella kurer lyckas Bugonoka till slut få en son, Ntulanalwo, och därefter en dotter, Bulihwali. Ntulanalwo växer upp och gifter sig, och Bulihwali gör detsamma, kort efter att Myombekere har dött.
Det lidande som Bugonokas oförmåga att få barn för med sig till paret återspeglar Kiterezas eget lidande. Hans fru Anna födde fyra barn som alla dog som spädbarn. Trots detta höll de ihop som ett par livet ut, till skillnad från många andra där män i Kiterezas situation hade tagit sig en ny fru.

## Stil
Romanen i sin helhet håller en lågmäld, långsam och tydlig stil. Helgesson konstaterar i förordet till den svenska översättningen att romanen inte är "medial, inte modernistisk. Den är snarast en idyllskildring som lågmält levandegör en plats som är olik både Sverige och dagens Tanzania. På så vis uppfyller den en av litteraturens centrala uppgifter: att skapa ett erfarenhetsrum som annars inte hade funnits i språket." Kitereza var mycket noggrann med att i detalj skildra kerewefolkets språk, eftersom de flesta afrikanska samhällen och bantuspråk är retoriska kulturer där språkets precision är viktig, och där kärnfulla och varsamma formuleringar skattas högt. Det tar i romanen sitt uttryck genom långa passager med ingående beskrivningar av hälsningsfraser och artiga och formella samtal. Upprepningar förstärker den muntliga traditionens betydelse och utgör ett viktigt grepp i det muntliga berättandet. Helgesson väljer att jämföra stilgreppet med bland annat Homeros verk, där upprepningar är vanliga av samma orsak. I recensionen i Helsingborgs Dagblad konstaterar recensenten:
| ”                                   | Personerna i boken har ett rituellt artigt sätt att kommunicera – såväl med nära som med främlingar – och uttrycker sig gärna i långa liknelser. Men även dessa är pregnanta och tydliga i sina sammanhang, om än att själva fraserna känns främmande (personerna i boken skrattar ofta själva åt dem). Därför har man aldrig intrycket att översättningens omvägar förvanskat: själva romanens estetiska princip är tydlighet. Hela den kultur som presenteras tycks bygga på tydlighet. Humorn i berättelsen bygger på tydlighet. Värmen. Ömheten. Själva kärlekshistorien är inte av denna värld (som vi känner den). | „ |
| – Recension i Helsingborgs Dagblad. | |   |

Kiterezas stil liknar även i mångt och mycket den muntliga berättarens, med mycket repetition, narrativa digression (utsvävningar), och onomatopoesi. Han efterhärmar dock inte bara de muntliga historierna eller imiterar den traditionella afrikanska litteraturen, utan använder snarare de muntliga teknikerna som en del av sin stil. Även om många av den muntliga traditionens konventioner förekommer är karaktärerna mer väldefinierade än de brukar vara där, och rör sig på ett djupare mänskligt och socialt plan.  Han själv kommenterade berättarstilen, och hur den sökt efterlikna kerewefolkets muntliga tradition:
| ”           | Framförallt ville jag bevara mina förfäders språk, genom att visa läsaren hur vackert man talade med varandra. | „ |
| – Kitereza. | |   |

Professor Gerald Hartwig, som var den som övertalade Kitereza att översätta romanen till swahili, kommenterade följande:
| ”                               | Kitereza, helt opåverkad av influenserna från det avslutade andra världskriget, skrev inte i samma genre som de flesta andra samtida afrikanska författarna. Han söker ingen berömmelse; han kämpar inga strider, gör inga protester… Hans mål är att bevara traditionen innan den suddats ut av tiden. Hans läsarmålgrupp: kerewe. | „ |
| – Gerald och Charlotte Hartwig. | |   |

## Teman
Det centrala temat i romanen är familjen och äktenskapet. Detta behandlas till exempel i essän "Hur det kom sig att männen lever ihop med kvinnorna" som införlivats i handlingen: i tidernas begynnelse levde kvinnorna och männen var för sig. Kvinnorna var köttätare och jagade vilda djur med sina hundar, medan männen var vegetarianer. Alla var lyckliga, och fred rådde. Vilda djur förstörde dock männens grödor, varpå de bad drottningen över kvinnornas rike att få låna hundarna för att jaga bort de vilda djuren. Männen misslyckades dock och hundarna rymde. För att inte svälta var kvinnorna tvungna att flytta in hos männen. Här blir visserligen även teman som förlåtande och kompromisser viktiga men slutbudskapet är att männens och kvinnornas sammanflyttande skapade många av de problem som än idag förföljer människorasen. Essän fångar känslan av den mänskliga existensen, men framförallt kvinnors underlägsenhet, förtryck och strikta regler. Dessutom iscensätter den könets olikheter och visar på både männens och kvinnornas brister. Ovanligt nog ger den även männen skulden för fördrivandet från paradiset. Kitereza konstaterar i romanen att "'torrt gräs närmar sig inte elden frivilligt!' Det torra gräset är kvinnorna, elden männen."
Utöver familjens och äktenskapets tema är kerewefolkets traditioner ett centralt tema. Kitereza var noggrann i sina efterforskningar för att återge en korrekt bild av kerewefolkets traditioner innan koloniseringen och i romanen beskrivs olika traditioner, dess tro, olika tabun, och beskriver ingående matlagning, bryggning och servering av öl, konfliktlösning, läkekonst samt det noggranna och precisa språk som kännetecknar många av de afrikanska kulturerna.
Boken består av två delar, och den andra delen inleds med Ntulanalwos (ordagrant  döden är min eviga kompanjon) födelse, följt av dottern Bulihwali (när tar lidandet någonsin slut!). Eftersom döden och lidandet är en del av den mänskliga existensen tillåts de ta stort uttryck i romanen. Huvudkaraktärerna för ständigt en kamp för att överleva och fortsätta vara lyckliga när det omgivande samhället ständigt tränger sig på. Hans huvudpersonspar framstår som kärleksfulla och humana personer som sätter gemenskapen före individen, som söker religiös guidning genom livet samt följer sin kulturs alla sociala krav och värderingar. I kerewefolkets kultur skulle man sträva efter ömsesidig kärlek, men inte uttrycka den öppet utan visa den genom dygder. Alla kärleksförklaringar och anspelningar på samlag eller andra sexuella händelser var förbjudet för andra än det par det berörde. Hur kärlek förklaras genom dygder visar Kitereza i kapitel nio. Myombekere håller en fest för att fira att Bugonoka fått återvända. Han stämmer upp i en sång om en barnlös kvinna som förlorar sin kära make, och då han fyllde musiken med alla sina känslor ropade han plötsligt på Bugonoka - som glatt uttryckte "länge leve min make" och Myombekere sade samma tillbaka och i en känsloyttring förklarade henne som sin oskiljaktiga livskompanjon till döden.
Xavier Garnier i en analys från 2006 menar att skogen fyller en central roll i verket: "skogen är det osynliga narrativa substratet i hela Kiterezas verk." Vidare konstaterar han att naturen i allmänhet fungerar som en människornas fiende i romanen, och att framförallt vattnet hela tiden gör sig påmint. Naturen utövar, menar han, ett oerhört inflytande i romanen, och låter sig aldrig glömmas bort.

## Regnmakarens barn
Regnmakarens barn är den första utgivna delen av romanen på svenska. Den svenska översättningen är baserad på den tyska, där förlaget valde att dela upp den i två delar och ge den nya titlar. Die Kinder der Regenmacher är således den första delen, och både titeln och romanen i den svenska översättningen är baserad på den tyska. Den första delen kretsar kring Myombekere och hans fru Bugonoka, och den i stort sett enda konflikten är att Bugonoka inte lyckas få barn. Eftersom barnafödandet är centralt i kerewefolkets kultur blir Myombekeres släktingar avogt inställda gentemot Bugonoka, vilket föranleder att hennes föräldrar tar hem henne till sin gård och tvingar makarna att separera. Myombekere misstycker, och gör allt vad som då står i hans makt för att få tillbaka Bugonoka till sin gård.
Bugonokas far ställer upp som krav för att få tillbaka Bugonoka och försonas sju krus med bananöl. Myombekere inser att han måste göra sin svärfar till lags för att ha en chans, och börjar därmed processen att skörda bananerna, låta dem efterjäsa i en grop som har bränts ren, därefter jäsa den under konstant kontroll och slutligen frakta dessa sju fyllda krus med öl till fots den långa vägen till Bugonokas föräldragård utan att grannarna dricker upp allt på vägen. Efter mycket besvär lyckas operationen, och Bugonoka får till slut följa med Myombekere hem, efter att Myombekere har försonats med sina svärföräldrar. Väl tillbaka på sin gård tar han kontakt med en botgörare som skall råda bot på Bugonokas oförmåga att få barn. Efter långa ansträngningar med traditionella kurer och metoder som beskrivs ingående lyckas Bugonoka till slut få barn, och föder sonen Ntulanalwo, vilket också är det sista som sker i den första och hittills enda utgivna delen på svenska.
Kitereza förblev trogen sitt folk och dess traditioner, men smög ändå in kritik mot delar av den i sin roman, och på sina ställen i romanen skiner hans ifrågasättande av traditionella strukturer igenom. Det tydligaste exemplet på detta inträffar i det trettonde kapitlet med namnet "Hur det kom sig att männen lever ihop med kvinnorna", där Kitereza genom myten kritiserar de patriarkala strukturerna och kvinnornas förtryckta och underordnade roll. Kapitlet beskriver ingående samhället innan männen och kvinnorna sammanfördes utan levde i skilda riken. Männen var uteslutande vegetarianer, och alla kvinnor åt kött. Det rådde fred, och alla var lyckliga. På grund av vildsvinsplågor ber dock männen om kvinnornas jakthundar för att jaga bort alla vildsvin, och trots löften misslyckades männen hålla hundarna i schack och de rymde allihop. Männen misslyckades med jakten och kvinnorna hamnade i hungersnöd, varpå de tvingades leva under de manliga patriarkala strukturerna men ständigt minns friheten under det gamla riket. På grund av detta ser kvinnorna livet ihop med mannen som gäst i en annan persons hus. Dessutom uppstod roten till all ondska den dagen kvinnorna tvingades leva ihop med männen. Kitereza avslutar kapitlet med en svidande kommentar:
| ”                            | Till den dag som idag är kallar alla gifta kvinnor gården som de gift in sig i "som den andres". Hon tillbringar sitt liv helt i anspråkslöshet, utan att någonsin äga något. Det blir aldrig så att en kvinna härskar i landet, som det var förr och gick för sig under den paradisiska tiden. Om en kvinna en gång lyckas tillkämpa sig något, blir det efter en kort tid ändå en mans egendom. | „ |
| – Regnmakarens barn, s. 250. | |   |

## Påverkan och eftermäle

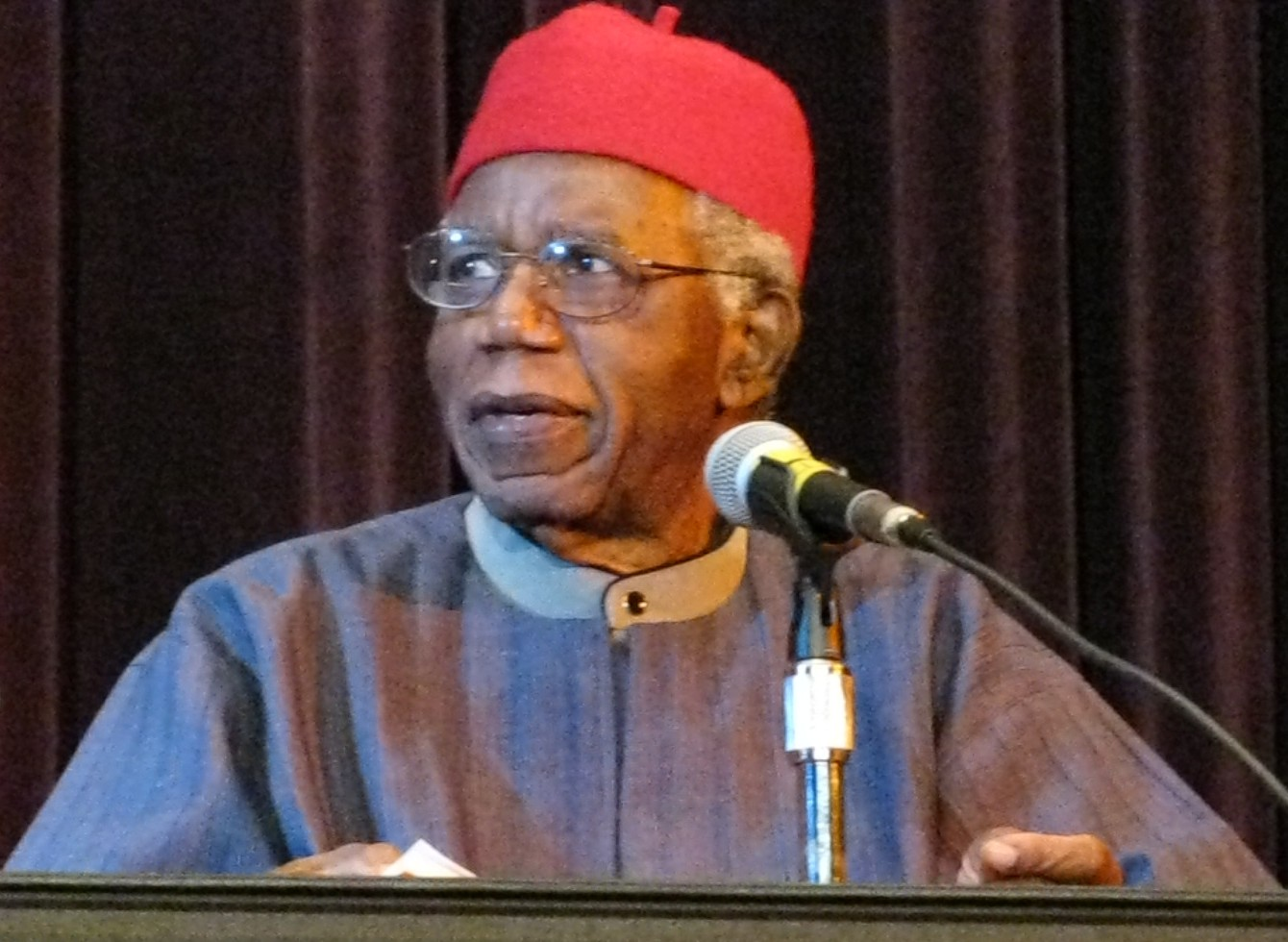
Joseph L. Mbele menar att om romanen hade publicerats när den var färdigskriven 1945 skulle Kitereza vara betraktad som en stor pionjär inom den fåra som senare skulle resultera i bland andra Chinua Achebe (på bilden).

Joseph L. Mbele kallar i en recension romanen för ett större landmärke inom den afrikanska litteraturen, dels på grund av berättartekniken, dels på grund av beskrivningarna av vad det innebär att vara människa. Samtidigt som Kitereza påpekar mänsklighetens brister hyser han respekt för sitt folk, och därigenom, mänskligheten i stort. Han menar även att om romanen hade publicerats när den var färdigskriven 1945 skulle Kitereza vara betraktad som en stor pionjär inom den fåra som senare skulle resultera i bland andra Chinua Achebe och Mazisi Kunene.
Även efter att romanen författats och Kitereza dött har kerewefolkets traditioner och seder förändrats mycket. I förordet till sin översättning menar Ruhumbika att Tanganyikas och Tanzanias självständighet påverkat dess traditioner mer än till och med kolonisatörerna gjorde. Rörelser som Julius Nyereres Ujamaa omintetgjorde mycket av folkets särställning, och bland annat har träd tvingats huggas ner. Dessutom är språket i utdöende till förmån för swahilins framväxt. Han konstaterar även att verket inte bara är en "'gruva av etnografisk, historisk och vetenskaplig information om det förkoloniala Bukerebe och dess folk', utan även den detaljerade berättelsen om historien och kulturen i en viktig del av det afrikanska Bantufolket, och därigenom, en berättelse av betydelse för hela det afrikanska folket." Han konstaterar att den afrikanska litteraturen och de afrikanska språken genomlever ett kulturellt uppsving, och att den framväxande litteraturen är avhängig användningen av de afrikanska språken, samt att Kiterezas episka verk var en pionjär på detta område. Slutligen konstaterar han att den nydanande stilen gör romanen till en milsten inom den afrikanska moderna litteraturen och ett viktigt afrikanskt bidrag till världslitteraturen.
Professor Manfred Prinz på Universitetet Heinrich-Heine konstaterar om verkets originalitet:
| ”                                                                                             | Det originella med Kiterezas roman härrör från dess avbildning av den afrikanska världen med dess inneboende logik och kapacitet att skapa solidaritet och gemenskap. Han undviker referenser till det europeiska koloniala inflytandet eftersom livskraften och de bestående värdena i den afrikanska kulturen talar för sig själva. Den afrikanska världssynen kontrasteras inte med rationalism och europeisk modernism, eftersom Bugonokas och Myombekeres samhälle inkluderar båda tankesätten, och Kitereza porträtterar dem inte som polära motsatser men nödvändiga grundvalar i det mänskliga tillståndet. | „ |
| – Professor Manfred Prinz ur Research in African Literatures. Återgivet i romanens inledning. | |   |